# ماساتو فوکوی
ماساتو فوکوی (انگلیسی: Masato Fukui؛ زادهٔ ۱۴ نوامبر ۱۹۸۸) بازیکن فوتبال اهل ژاپن است.
از باشگاه‌هایی که در آن بازی کرده‌است می‌توان به باشگاه فوتبال تیرانا، باشگاه فوتبال سوتیسکا نیکشیچ، و باشگاه فوتبال هوم یونایتد اشاره کرد.